# Selección de baloncesto de la República Checa
La selección de baloncesto de la República Checa (en checo: Česká republika národní basketbalový tým) es el equipo formado por jugadores de nacionalidad checa que representa a la Federación Checa de Baloncesto en las competiciones internacionales organizadas por la Federación Internacional de Baloncesto (FIBA) o el Comité Olímpico Internacional (COI): los Juegos Olímpicos, la Copa Mundial de Baloncesto y el EuroBasket.
La República Checa y Eslovaquia son los sucesores conjuntos de la selección de Checoslovaquia después de que la República Checa y Eslovaquia se separaron de Checoslovaquia, debido a la disolución del estado unificado en 1993. La selección nacional de la República Checa hizo su debut en una competición internacional en un partido de clasificación para el EuroBasket de 1993. El equipo se ha clasificado para el torneo seis veces en total. La República Checa también se clasificó para la Copa Mundial FIBA, donde el equipo alcanzó los cuartos de final en su primera aparición en 2019.

## Plantilla
- Lista de jugadores convocados que disputaron los Juegos Olímpicos de Tokio 2020.

## Historial

### Copa Mundial
Resultado General: 46.º puesto
| Copa Mundial de Baloncesto |
| --- |
| - 1950: No calificó - 1954: No calificó - 1959: No calificó - 1963: No calificó - 1967: No calificó - 1970: No calificó - 1974: No calificó - 1978: No calificó - 1982: No calificó - 1986: No calificó - 1990: No calificó - 1994: No calificó - 1998: No calificó - 2002: No calificó - 2006: No calificó - 2010: No calificó - 2014: No calificó - 2019: 6° Lugar - 2023: No calificó - 2027: TBD |

### Juegos Olímpicos
| Baloncesto en los Juegos Olímpicos |
| --- |
| - Berlín 1936: No calificó - Londres 1948: No calificó - Helsinki 1952: No calificó - Melbourne 1956: No calificó - Roma 1960: No calificó - Tokio 1964: No calificó - México 1968: No calificó - Múnich 1972: No calificó - Montreal 1976: No calificó - Moscú 1980: No calificó - Los Ángeles 1984: No calificó - Seúl 1988: No calificó - Barcelona 1992: No calificó - Atlanta 1996: No calificó - Sídney 2000: No calificó - Atenas 2004: No calificó - Pekín 2008: No calificó - Londres 2012: No calificó - Río 2016: No calificó - Tokio 2020: 9° Lugar - París 2024: No calificó |

### EuroBasket
| EuroBasket |
| --- |
| - 1935: No participó - 1937: No participó - 1939: No participó - 1946: No participó - 1947: No participó - 1949: No participó - 1951: No participó - 1953: No participó - 1955: No participó - 1957: No participó - 1959: No participó - 1961: No participó - 1963: No participó - 1965: No participó - 1967: No participó - 1969: No participó - 1971: No participó - 1973: No participó - 1975: No participó - 1977: No participó - 1979: No participó - 1981: No participó - 1983: No participó - 1985: No participó - 1987: No participó - 1989: No participó - 1991: No participó - 1993: No participó - 1995: No participó - 1997: No participó - 1999: 12° Lugar - 2001: No participó - 2003: No participó - 2005: No participó - 2007: 15° Lugar - 2009: No participó - 2011: No participó - 2013: 14° Lugar - 2015: 7° Lugar - 2017: 20° Lugar - 2022: 16° Lugar - 2025: TBD |